# Перри (округ, Арканзас)
Пе́рри (англ. Perry County) — округ, расположенный в штате Арканзас, США, с населением в 10 209 человек по статистическим данным переписи 2000 года. Столица округа находится в городе Перривилл.
Округ Перри был образован 18 декабря 1840 года и получил своё название в честь героя морских сражений англо-американской войны 1812, командора Оливера Хазарда Перри.
В округе действует запрет на оборот алкогольной продукции, поэтому Перри входит в список так называемых «сухих» округов страны.

## География
По данным Бюро переписи населения США округ Перри имеет общую площадь в 1450 квадратных километров, из которых 1427 кв. километров занимает земля и 26 кв. километров — вода. Площадь водных ресурсов округа составляет 1,70 % от всей его площади.

### Соседние округа
- Конуэй — север
- Фолкнер — северо-восток
- Пьюласки — восток
- Салин — юго-восток
- Гарленд — юго-запад
- Йелл — запад

## Демография

Диаграмма распределения населения округа по возрастным диапазонам. Данные переписи населения 2000 года

По данным переписи населения 2000 года в округе Перри проживало 10 209 человек, 2 939 семей, насчитывалось 3 989 домашних хозяйств и 4 702 жилых домов. Средняя плотность населения составляла 7 человек на один квадратный километр. Расовый состав округа по данным переписи распределился следующим образом: 95,62 % белых, 1,73 % чёрных или афроамериканцев, 0,98 % коренных американцев, 0,15 % азиатов, 0,02 % выходцев с тихоокеанских островов, 1,11 % смешанных рас, 0,39 % — других народностей. Испано- и латиноамериканцы составили 1,18 % от всех жителей округа.
Из 3 989 домашних хозяйств в 32,60 % — воспитывали детей в возрасте до 18 лет, 61,10 % представляли собой совместно проживающие супружеские пары, в 8,70 % семей женщины проживали без мужей, 26,30 % не имели семей. 23,20 % от общего числа семей на момент переписи жили самостоятельно, при этом 10,40 % составили одинокие пожилые люди в возрасте 65 лет и старше. Средний размер домашнего хозяйства составил 2,52 человек, а средний размер семьи — 2,96 человек.
Население округа по возрастному диапазону по данным переписи 2000 года распределилось следующим образом: 25,30 % — жители младше 18 лет, 7,40 % — между 18 и 24 годами, 28,00 % — от 25 до 44 лет, 24,50 % — от 45 до 64 лет и 14,80 % — в возрасте 65 лет и старше. Средний возраст жителей округа составил 38 лет. На каждые 100 женщин в округе приходилось 98,30 мужчин, при этом на каждых сто женщин 18 лет и старше приходилось 96,20 мужчин также старше 18 лет.
Средний доход на одно домашнее хозяйство в округе составил 31 083 долларов США, а средний доход на одну семью в округе — 37 170 долларов. При этом мужчины имели средний доход в 28 254 долларов США в год против 21 462 долларов США среднегодового дохода у женщин. Доход на душу населения в округе составил 16 216 долларов США в год. 10,50 % от всего числа семей в округе и 14,00 % от всей численности населения находилось на момент переписи населения за чертой бедности, при этом 17,00 % из них были моложе 18 лет и 15,00 % — в возрасте 65 лет и старше.

## Главные автодороги
- AR 7
- AR 9
- AR 10
- AR 60
- AR 113

## Населённые пункты
- Адона
- Бигелоу
- Каса
- Форч
- Хьюстон
- Перри
- Перривилл